# James Nesbitt
William James Nesbitt (15 de janeiro de 1965) é um ator britânico, nascido na Irlanda do Norte. 

## Filmografia parcial
Cinema
- Jude (1996)
- Welcome to Sarajevo (1997)
- Women Talking Dirty (1999)
- Match Point (2005)
- Cherrybomb (2010)
- The Way (2010)
- Coriolanus (2011)
- The Hobbit: An Unexpected Journey (2012)
- The Hobbit: The Desolation of Smaug (2013)
- The Hobbit: The Battle of the Five Armies (2014)

Televisão
- The Young Indiana Jones Chronicles (1992)
- The Canterbury Tales (minissérie) (2003)
- The Passion (2008)
- Five Minutes of Heaven (2009)
- The Deep (2010)